# Catopyrops parva
Catopyrops parva är en fjärilsart som beskrevs av Tite 1963. Catopyrops parva ingår i släktet Catopyrops och familjen juvelvingar. Inga underarter finns listade i Catalogue of Life.